# Dacznyk
Dacznyk (ukr. Дачник) – przystanek kolejowy w pobliżu miejscowości Bratkowce, w rejonie iwanofrankiwskim, w obwodzie iwanofrankiwskim, na Ukrainie.